# ジョイス・ウェザード
ジョイス・ウェザード、レディー・ヒースコート＝エイモリー（Joyce Wethered, Lady Heathcoat-Amory、1901年11月17日 - 1997年11月18日）は、戦間期を代表するイギリス人女性ゴルファー。
ジョイスは1921年の全英オープンにおいてプレーオフで優勝を逃した兄のロジャーと一緒に子供のころからゴルフを学んだ。全英女子アマチュア選手権に4回優勝（1922、1924、1925、1929年）、イングランド女子アマチュア選手権では5年連続（1920年から1924年）で優勝した。
サー・ジョン・ヒースコート＝エイモリーと1937年に結婚し、レディー・ヒースコート＝エイモリーとなった。彼女のプレーとスイングは同年代の米国人チャンピオンだったボビー・ジョーンズに大いに称賛された。ジョーンズは彼女と数回にわたりエグジビションラウンドを行い、彼女のゴルフを高く評価した。1930年には競技ゴルフからは実質的に引退した。
自身がメンバーでもあるサリーのワープルズドンゴルフクラブ (Worplesdon Golf Club) でのプレーがほとんどだった。1975年に世界ゴルフ殿堂入りした。
彼女が家族と居住していたデボンのナイツヘイズコート (Knightshayes Court、現在は史跡) で記念品の展示を見ることができる。

## チームでの成績
アマチュア
- ヴァリアーノトロフィー（英国・アイルランド代表）：1931年（勝利）
- カーティスカップ（英国・アイルランド代表）： 1932年（チームキャプテン）
- Women's Home Internationals （イングランド代表）：1921（勝利）、1922（勝利）、1923（勝利）、1924（勝利）、1925（勝利）、1929（勝利）